# Чалаклија
Чалаклија (мкд. Чалакли, тур. Çalıklı) је насеље у Северној Македонији, у југоисточном делу државе. Чалаклија је насеље у оквиру општине Валандово.

## Географија
Чалаклија је смештена у југоисточном делу Северне Македоније. Од најближег града, Валандова, насеље је удаљено 8 km источно.
Насеље Чалаклија се налази у историјској области Бојмија. Насеље је положено у долини Анске реке, у јужној подгорини планине Беласице, на приближно 160 метара надморске висине. 
Месна клима је измењена континентална са значајним утицајем Егејског мора (жарка лета).

## Становништво
Чалаклија је према последњем попису из 2002. године имала 277 становника. По попису из 1994. године насеље је имало 358 становника.
Већинско становништво у насељу су Турци.
Претежна вероисповест месног становништва је ислам.